# إليانور باترسون
إليانور باترسون (بالإنجليزية: Eleanor Patterson) هي واثبة عالي أسترالية، ولدت في 22 مايو 1996 في ليونغاثا ‏ في أستراليا.

## وصلات خارجية
- إليانور باترسون على موقع الاتحاد الدولي لألعاب القوى (الإنجليزية)
- إليانور باترسون على موقع النتائج التاريخية لألعاب القوى الأسترالية (الإنجليزية)
- إليانور باترسون على موقع الدوري الماسي (الإنجليزية)
- إليانور باترسون على موقع اللجنة الأولمبية الدولية (الإنجليزية)
- إليانور باترسون على موقع أوليمبيديا (الإنجليزية)
- إليانور باترسون على موقع اللجنة الأولمبية الأسترالية (الإنجليزية)
- إليانور باترسون على موقع اتحاد ألعاب الكومنولث (مؤرشف) (الإنجليزية)